# قصر كلستان (باكو)
قصر كلستان (بالأذرية: Gülüstan sarayı)، المعروف سابقًا باسم Gulustan Wedding Palace Complex خِلال الحَقبة السوفيتية، وهُوَ مَركز المؤتمرات الرئيسي للدولة في الحكومة الأذربيجانية. يقع على مرتفعات باكو، على شارع الاستقلالية (Istiglaliyyat) المطل على مدينة وخليج باكو.
يخدم القصر كمرفق رسمي للمنظمات الحكومية وغير الحكومية التي تحتفظ بأنواع مختلفة من المناسبات الرسمية. ومن الجدير بالذكر أنه استضاف أحداثاً هامة مثل عقد القرن وعقود النفط والغاز الهامة الأخرى، وتوقيع مشروع تراسيكا، وعقد زواج ليلى علييفا، وابنة رئيس أذربيجان إلهام علييف، والمؤتمرات الدولية.. إلخ.
تم بناء القصر بمبادرة من كبير مهندسي المدينة في السبعينيات، اليش لامبارانسكي وصممه أميركانوف، وحاجيبوف، وشارنسكي، ورستاموفا، وايسمايلوف، وكريموف، وعباس الازجاروف. تم افتتاحه في عام 1980 وتم تجديده في عام 1998.

## وصلات خارجية
- Image of the Gulustan Palace
- Wikimapia image of Gulustan Palace from space